# 李庸瑄
李庸瑄（：／ Lee Yong-seon，1958年2月12日—），大韓民國自由派政治人物，第21屆國會議員。